# 本洞駅
本洞駅（ほんどうえき）は、かつて福岡県直方市赤地にあった、鉄道省（省鉄）伊田線の貨物駅（廃駅）である。貨物支線の廃線に伴い、1922年（大正11年）1月1日に廃駅となった。

## 歴史
- 1899年（明治32年）2月10日：九州鉄道により開業。
- 1907年（明治40年）7月1日：九州鉄道が国有化。
- 1922年（大正11年）1月1日：貨物支線の廃線に伴い廃止。

## 隣の駅
鉄道省（省鉄）
伊田線（貨物支線）
本洞信号所 - 本洞駅